# 正木照蔵
正木 照蔵（まさき てるぞう、1862年8月20日（文久2年7月25日）- 1924年（大正13年）5月17日）は、日本の政治家。衆議院議員（2期）。

## 経歴
淡路国三原郡喜来村（兵庫県三原郡神代村、三原町を経て現南あわじ市神代喜来）で生まれた。 漢学を修め、大阪英語学校で学ぶ。兵庫県庁、神戸商業会議所等を経て、報知新聞記者から、日本郵船(株)に入り、外航課長、参事、業務主査となり、欧米、中国を回る。その後、兵庫県会議員となる。
1917年の第13回衆議院議員総選挙において兵庫県郡部から憲政会公認で立候補して当選する。1920年の第14回衆議院議員総選挙では兵庫14区から立候補して再選する。衆議院議員を2期務め、1924年の第15回衆議院議員総選挙には立候補しなかった。総選挙から間もない5月17日に死去した。

## 著作
- 小寺謙吉編『鶴山遺詠 詩集』小寺謙吉、1925年。